# Interacionismo simbólico
O  interacionismo simbólico  é uma abordagem sociológica das relações humanas que considera de suma importância a influência, na interação social, dos significados bem particulares trazidos pelo indivíduo à interação, assim como os significados bastante particulares que ele obtém a partir dessa interação sob sua interpretação pessoal. Originada na Escola de Chicago, essa abordagem é especialmente relevante na microssociologia e psicologia social. 
O interacionismo simbólico não se limita a essa interpretação. Segundo a proposição de Hegel, por exemplo, e de outros filósofos que escreveram sobre a linguagem, o mundo simbólico só se constrói por meio da interação entre duas ou mais pessoas e, portanto, o simbolismo não é resultado de interação do sujeito consigo ou mesmo de sua interação com um simples objeto. Apesar de ser um sentido individual e uma base para todos e quaisquer sentidos que cada um dá às suas próprias ações, ela é fundada nas interações do indivíduo, ou naquilo que o "eu" faz sendo regulado pelo que "nós" construímos socialmente.
Essa escola se originou no pragmatismo americano e particularmente no trabalho de George Herbert Mead, que demonstrou que os egos (self) das pessoas são produtos sociais, sem deixar de ser propositados e criativos. Outros pioneiros na área foram Herbert Blumer e Charles Cooley. Blumer, um estudioso e intérprete de Mead, e criador do termo "interacionismo simbólico", pôs em evidência as principais perspectivas dessa abordagem: as pessoas agem em relação às coisas baseando-se no significado que essas coisas tenham para elas; e esses significados são resultantes da sua interação social e modificados por sua interpretação.
Sociólogos que trabalham nessa linha pesquisaram uma extensiva gama de tópicos utilizando uma variedade de métodos de investigação. Entretanto, a maioria das pesquisas de interacionistas utiliza métodos de pesquisa qualitativa, como observação participante, para estudar aspectos da (1) interação social e/ou (2) self (individualidade).
As áreas da sociologia que foram mais influenciadas pelo interacionismo simbólico incluem a sociologia das emoções, comportamento desviante / criminologia, comportamento coletivo / movimentos sociais e a sociologia da vida sexual. Os conceitos interacionistas que ganharam ampla difusão incluem definição de situação (definition of the situation); trabalho emocional; administração de impressão (manipulação da identidade); espelhamento do self (formação da identidade); e instituição total. 
Erving Goffman, embora tenha reivindicado não ter sido um interacionista simbólico, é reconhecido como um dos principais contribuintes à perspectiva.

## Premissas Básicas
Herbert Blumer (1969) selecionou três premissas básicas dessa perspectiva que ampliam a compreensão usual do é a motivação, a tradição e suas transformações (re-significações): 
Blumer seguiu Mead e apresentou a proposição de que as pessoas interagem umas com as outras por meio de interpretação mutua das ações e definição um do outro, em vez de somente reagir às ações um do outro. Suas  respostas não são dadas diretamente às ações um do outro, mas baseadas no significado que eles atribuem a tais ações. Assim, interação humana é mediada pelo uso de símbolos e significados, através de interpretação, ou determinação do significado das ações um do outro. Blumer comparou esse processo, que ele designou "interação simbólica", com as explicações behavioristas do comportamento humano que não consideram a interpretação entre estímulo e resposta.
O interacionismo simbólico também vê além de simples indivíduos espalhados em atividades de comércio e fast-food. Na realidade, muitas das redes de fast-food, como McDonald's, Burger King e outras do gênero, utilizam interacionismo simbólico. Com efeito, o que elas têm em comum é o uso das cores primárias vermelho e amarelo nos anúncios das suas casas comerciais. O vermelho e o amarelo se associam, em nossa sociedade, à fome, porque eles simbolicamente representam catchup e mostarda. Assim, aumentam o fluxo de clientes com fome.
Estudiosos do interacionismo simbólico investigam como as pessoas criam significados durante interação social, como eles se apresentam e constroem o próprio  ego (ou" identidade"), e como são definidas as situações de co-participação com outros. Uma das ideias centrais dessa perspectiva teórica  é que as pessoas agem como elas agem por causa do modo como definem tais situações. Uma das aplicações de tais estudos é a sociologia da saúde - doença.
Webwe praticava essa tecnica pensativo com a siciologia e o futuro dela.

## Crítica e contribuições
Embora conceitos do interacionismo simbólico tenham ganhado um difundido uso entre sociólogos e influenciado especialistas em psicologia social, tal perspectiva foi criticada, particularmente durante os anos setenta quando os métodos quantitativos eram dominantes na sociologia. 
Às críticas metodológicas, se somam críticas ao interacionismo simbólico por sua limitação teórica para lidar com questões mais amplas relacionadas com o poder e a estrutura social (um conceito sociológico fundamental) entre outros aspectos macro sociológicos. Apesar de vários teóricos do interacionismo simbólico dirigiram-se a estes temas sem contudo conseguirem reconhecimento ou influenciara os trabalhos que focalizam esse nível de interação.
Essa teoria se insere na teoria das ciências sociais que estudam as representações sociais e etnometodologias. Destacam-se como continuadores Becker e Goffman ambos com importantes contribuições ao estudo do desvio, saúde mental e criminologia.
Os participantes da Teoria das representações coletivas ou sociais iniciada na sociologia e antropologia com as contribuições de Durkheim e Lévy-Bruhl (teoria da magia, das religiões e do pensamento mítico). 
Destacam-se ainda Peter Berger importante teórico da Sociologia do conhecimento autor do livro A construção social da realidade em co autoria com Thomas Luckmann, da Universidade de Frankfurt; 
Berger e Luckmann situam Durkheim, Marx, e Weber entre seus antecessores onde quanto aos aspectos sócio-psicológicos, especialmente importantes para análise da interiorização da realidade social, como destacam se dizendo influenciados por Mead e a escola simbólico interacionista, também criticando esta por não ter criado um conceito de estrutura social o que os impediu de relacionar suas perspectivas com uma teoria macro-sociológica. Além de opor esta às contribuições de Freud identificando uma incompatibilidade entre Freud e Marx especialmente quanto aos fundamentos antropológicos do Marxismo ao contrário da teoria de Mead que também propõe uma relação dialética entre a sociedade e o indivíduo. (Berger; Luckmann, 2004).
No âmbito da psicologia considera-se que sobretudo Mead e Blumer representam a principal corrente das denominadas formas sociológicas da psicologia social. A teoria das representações sociais por sua vez  influenciou os trabalhos de Vigotsky (desenvolvimento cultural) e Piaget (teoria das representações infantis) além de  Winnicott.